# Жадунь (річка)
Жадунь, Жадунка — річка в Білорусі у Климовицькому й Костюковицькому районах Могильовської області. Права притока річки Беседь (басейн Дніпра).

## Опис
Довжина річки 47 км, похил річки 0,8 м/км, площа басейну водозбору 488 км², середньорічний стік 2,7 м³/с. Формується притоками та безіменними струмками.

## Розташування
Бере початок за 2,5 км на південно-східній стороні від села Жадунька. Тече переважно на південний схід через місто Костюковичі і за 1 км на південно-східній стороні від села Ворошилово впадає у річку Беседь, ліву притоку річки Сожу.